# Euxoa infelix
Euxoa infelix är en fjärilsart som beskrevs av Smith 1890. Euxoa infelix ingår i släktet Euxoa och familjen nattflyn. Inga underarter finns listade i Catalogue of Life.